# سدریک داوری
سدریک داوری (انگلیسی: Cédric Daury) (زادهٔ ۱۹ اکتبر ۱۹۶۹ – درگذشتهٔ ۱۲ اوت ۲۰۲۴) بازیکن فوتبال اهل فرانسه بود.
از باشگاه‌هایی که در آن بازی کرده‌است می‌توان به باشگاه فوتبال استاد رنس، باشگاه فوتبال آنژه، باشگاه فوتبال کن، و باشگاه فوتبال لو آور اشاره کرد.
وی همچنین در تیم ملی فوتبال زیر ۲۱ سال فرانسه بازی کرد.